# 930-939
De jaren 930-939 (van de christelijke jaartelling) zijn een decennium in de 10e eeuw.

## Meerjarige gebeurtenissen

Frankische Rijk

### Frankische Rijk
- 933 : Hugo, koning van Italië en Provence staat het Koninkrijk Provence af aan zijn stiefzoon Rudolf II van Bourgondië. Opper- en Neder Bourgondië worden verenigd in het Koninkrijk Arelat (oranje) met als hoofdstad Arles.
- 936 : Koning Rudolf van Frankrijk (rood) sterft. Hugo de Grote, zijn schoonbroer, vindt het wijzer om een Karolinger op de troon te zetten, Lodewijk van Overzee, zoon van Karel de Eenvoudige.
- 936 : Koning Hendrik de Vogelaar van Duitsland (groen) sterft. Hij verdeelt zijn rijk niet onder zijn kinderen, zoals het bij de Franken de gewoonte was, maar stelt zijn oudste zoon Otto I de Grote (936-973) aan als enige opvolger. Otto wordt te Aken, in de paltskerk van Karel de Grote, tot koning gekroond. Otto probeert het koninklijk gezag te versterken door nauw samen te werken met de Kerk.
- 939 : Slag bij Andernach. Vele edelen zijn het niets eens met Otto's beleid en komen in opstand. Tijdens de slag komen Everhard III van Franken, Giselbert II van Maasgouw en Dirk I van West-Frisia om.

### Lage Landen
- 932 - Artesië wordt veroverd door graaf Arnulf I van Vlaanderen en blijft tot 1223 bij het graafschap Vlaanderen.

### Iberisch schiereiland
- 939 : Slag bij Simancas. Koning Ramiro II van León verslaat de Moren onder Abd al-Rahman III.

### Kalifaat van de Abbasiden
- 930 : Abu Tahir al-Jannabi van de Qarmaten plundert Mekka en steelt de Zwarte Steen.
- 932 : De Boejiden komen aan de macht in Iran.
- 935 : In Egypte komen de Ikhshididen aan de macht.

### Scandinavië
- 930 - Op IJsland wordt het Alding, het oudste parlement ter wereld, gevestigd.
- 930 - Harald Mooihaar, de eerste koning die over geheel Noorwegen heerste, doet afstand van de troon ten gunste van zijn zoon Erik Bloedbijl.
- 934 - Uitbarsting van de vulkanische kloof Eldgjá op IJsland, de grootste basaltvloed aller tijden.

### Godsdienst
- Onder het abbatiaat van Odo bereikt Cluny haar eerste bloei.

## Heersers

### Europa
- Duitsland: Hendrik de Vogelaar (919-936), Otto I (936-973)
  - Beieren: Arnulf I (907-937), Everhard (937-938), Berthold (938-947)
  - Bohemen: Wenceslaus I (921-929/35), Boleslav I (929/35-967)
  - Franken: Everhard III (918-939)
  - West-Frisia: Dirk I (ca.896-923/939), Dirk II (939-988)
  - Hamaland: Meginhard IV (ca.915-ca.938), Wichman IV (ca.936-966)
  - Lotharingen: Godfried van Gulik (?-926), Everhard III van Franken (926-928), Giselbert II (928-939), Hendrik I van Beieren (939-940)
  - Oostmark: Gero (937-965)
  - Saksen: Hendrik de Vogelaar (912-936), Otto II (936-961)
  - Zwaben: Herman I (926-949)
- Frankrijk: Rudolf (923-936), Lodewijk IV (936-954)
  - Anjou: Fulco I (888-942)
  - Aquitanië: Ebalus (927-932), Raymond III van Toulouse (932-936), Raymond (IV) van Toulouse (936-955), met Willem III als pretendent (935/962-963)
  - Bourgondië: Rudolf (921-936), Hugo de Zwarte (936-952)
  - Normandië: Willem Langzwaard (927-942)
  - Poitiers: Ebalus (927-935), Willem III (935-963)
  - Toulouse: Raymond III (924-942)
  - Tours: Theobald de Oude (908-943)
  - Vermandois - Herbert II (902-943)
  - Vexin - Rudolf II (926-943)
  - Vlaanderen: Arnulf I (918-965)
- Iberisch schiereiland:
  - Barcelona: Sunifried I (911-947)
  - Castilië: Ferdinand Aznárez (927-930), Ferdinand González (930-970)
  - Cordoba: Abd al-Rahman III (912-961)
  - Leon en Galicië: Alfons IV (926/929-931), Ramiro II (931-951)
  - Navarra: Jimeno Garcés (926-931), García I Sánchez (931-970)
  - Portugal: Hermenegildo Gonçalves (926-943)
- Groot-Brittannië
  - Engeland: Aethelstan (924-939), Edmund I (939-946)
  - Deheubarth: Hywel Dda (904/910/920-950)
  - Gwynedd: Idwal Foel (916-942)
  - Jorvik: Olaf Guthfrithson (939-941)
  - Powys: Llywelyn ap Merfyn (900-942)
  - Schotland: Constantijn II (900-943)
- Italië: Hugo van Arles (926-945)
  - Benevento: Landulf I (910-943) en Atenulf II (911-940)
  - Spoleto: Theobald I (928-936), Anscar van Ivrea (937-940)
  - Venetië (doge): Orso II Participazio (912-932), Pietro II Candiano (932-939), Pietro Partecipazio (939-942)
- Scandinavië
  - Denemarken: Knoet I (?-934), Sigerich, Gorm de Oude (?-958/964)
  - Noorwegen: Harald I (870/920-931), Erik I (931-933), Haakon I (933-961)
- Balkan:
  - Bulgarije: Peter I (927-969)
  - Byzantijnse Rijk: Romanos I (920-944)
  - Kroatië: Trpimir II (928-935), Krešimir I (935-945)
  - Servië: Časlav Klonimirović (927-950)
- Arelat (Bourgondië): Rudolf II (912-937), Koenraad (937-993)
- Bretagne: Alan II (938-952)
- Hongarije: Zoltán (907-948)
- Kiev: Igor (912-945)

### Azië
- Abbasiden (kalief van Bagdad): Al-Muqtadir (908-932), Al-Qahir (932-934), Ar-Radi (934-940)
- China:
  - Chu: Ma Yin (897-930), Ma Xisheng (930-932), Ma Xifan (932-947)
  - Jin: Gaozu (936-942)
  - Liao: Taizong (926-947)
  - Zuidelijke Han: Liu Yan (917-941)
  - Jingnan: Gao Conghui (928-948)
  - Min: Wang Yanjun (926-935), Wang Jipeng (935-939), Wang Yanxi (939-944)
  - Shu: Meng Zhixiang (934), Meng Chang (938-965)
  - Tang: Mingzong (926-933), Mindi (933-934), Modi (934-936)
  - Zuidelijke Tang: Liezu (937-943)
  - Wu: Yang Pu (921-937)
  - Wuyue: Qian Liu (907-932), Qian Yuanguan (932-941)
- India
  - Chola: Parantaka (907-950)
  - Rashtrakuta: Amoghavarsha II (929-930), Govinda IV (930-936), Amoghavarsha III (936-939)
- Japan: Daigo (897-930), Suzaku (930-946)
- Kartli (Georgië): David II (923-937), Soembat I (937-958)
- Korea (Goryeo): Taejo (918-943)
  - Silla: Gyeongsun (927-935)
- Perzië (Samaniden): Nasr II (914-943)
- Vietnam: Ngo Quyen (939-944)

### Afrika
- Fatimiden: Ubaydullah al-Mahdi (909-934), Abu'l Qasim Muhammad Nizar al-Qa'im (934-946)
- Idrisiden (Marokko): Al Qasim Gannum (937-948)

### Religie
- paus: Stefanus VII (928-931), Johannes XI (931-935), Leo VII (936-939), Stefanus VIII (939-942)
- patriarch van Alexandrië (Grieks): Christodolus (907-932), Eutychius (933-940)
- patriarch van Alexandrië (koptisch): Cosmas III (921-933), Macarius I (933-953)
- patriarch van Antiochië (Grieks): Job II (917-939), Eustratius (939-960)
- patriarch van Antiochië (Syrisch): Baselius I (923-935), Johannes V (936-953)
- patriarch van Constantinopel: Tryfon (928-931), Theofylactus (933-956)

<< · 930 · 931 · 932 · 933 · 934 · 935 · 936 · 937 · 938 · 939 · >>
<< · 900-909 · 910-919 · 920-929 · 930-939 · 940-949 · 950-959 · 960-969 · 970-979 · 980-989 · 990-999 · >>